# Кизлярский район
Кизля́рский район (авар. Гъизляр мухъ, кум. Къызлар якъ, ног. Къызлар район, дарг. Къизлярла къатI) — административно-территориальная единица и муниципальное образование (муниципальный район) в составе Республики Дагестан Российской Федерации.
Административный центр — город Кизляр (не входит в состав района).

## География

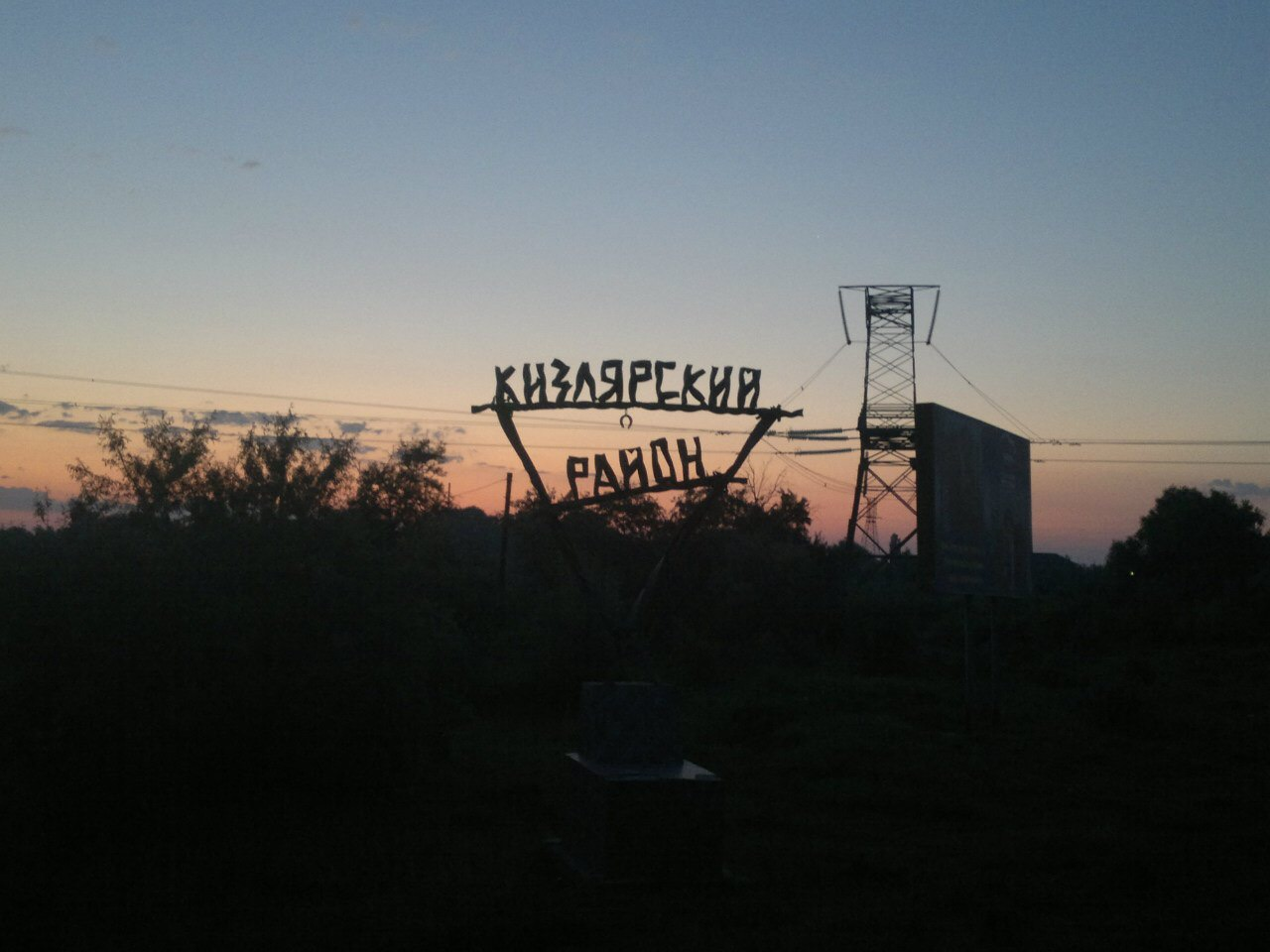
«Кизлярский район»

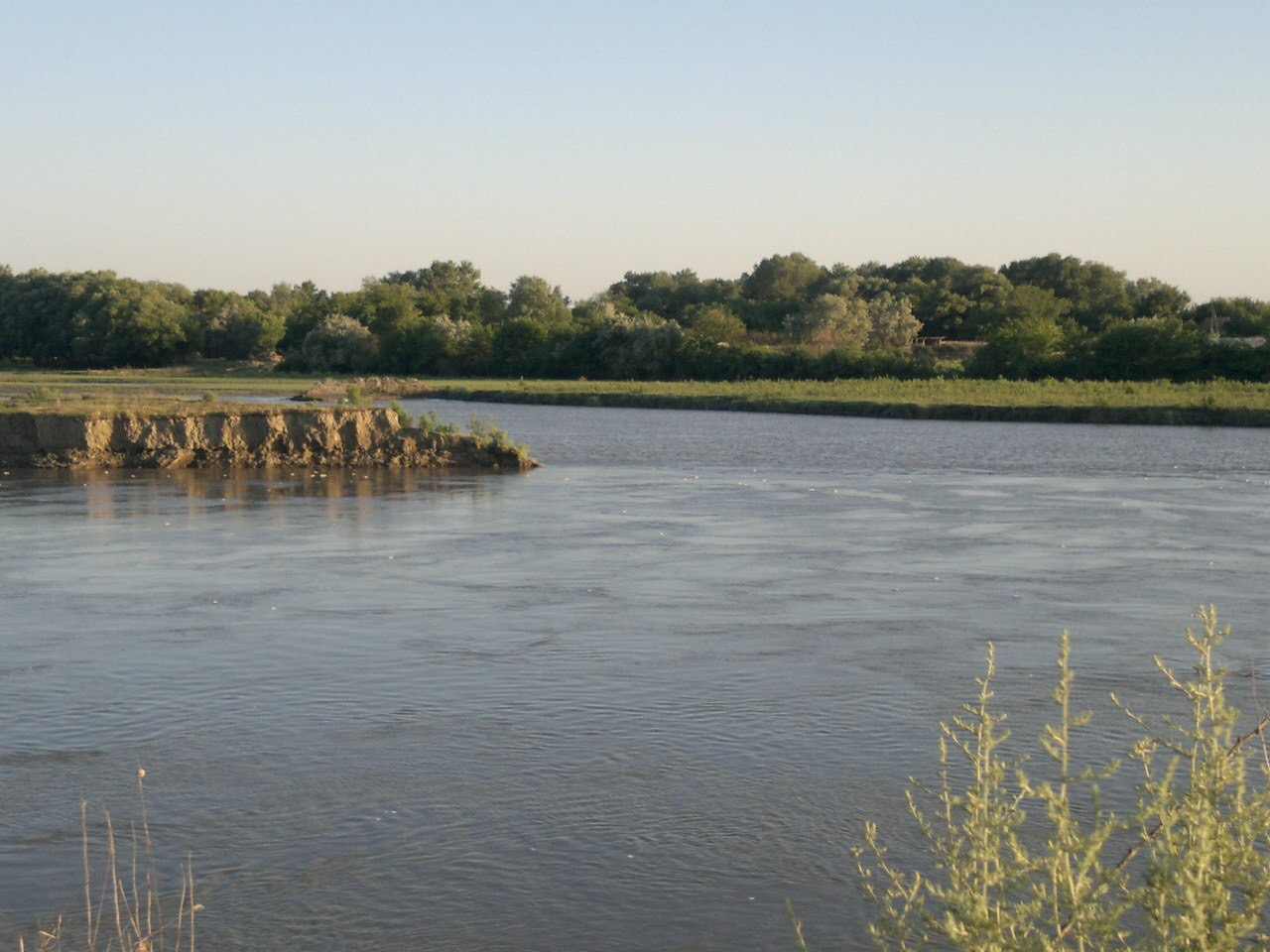
Река Терек в Кизлярском районе

Кизлярский район расположен в северной части Республики Дагестан, на Прикаспийской низменности.
Граничит на севере и западе с Тарумовским, на юге — с Бабаюртовским районами Дагестана, на западе — с Чеченской Республикой, а на востоке омывается водами Каспийского моря. В юго-западной части проходит граница с городом республиканского значения Кизляром и с подчинённой ему территорией (городским округом города Кизляр).
Территория Кизлярского района расположена на Прикаспийской низменности, в устье реки Терек и его протоков, что отражается на характере растительности и ландшафта.
Ландшафт степного типа с наличием лугов, заболоченных участков, а также солончаковых пустынь.
Площадь территории района составляет — 3047,44 км².

## Природа
В заболоченных низменных участках встречаются большие заросли тростника.
Животный мир представлен: рептилиями (гадюки), птицами (фазан, водоплавающие дикие утки, лысухи и др.), млекопитающими (камышовый кот, корсак, дикий кабан, ондатра, тушканчик).
В реках и на Каспии водится разнообразная рыба: осётр, севрюга, белуга, черноспинка, вобла, сазан, сом, щука, судак и пр.
Особо охраняемые природные территории
На территории района расположен Государственный природный заказник федерального значения «Аграханский»

## История
Образован на территории бывшего Кизлярского округа по проекту районирования ДАССР, утвержденному IV сессией ЦИК ДАССР 22 ноября 1928 года, как кантон, переименованный постановлением Президиума ВЦИК от 3.03.1929 года в район.
С 22 февраля 1938 года по 22 марта 1944 года находился в составе Кизлярского округа Орджоникидзевского края. С 22 марта 1944 года по 9 января 1957 года — находился в составе Грозненской области. 9 января 1957 года возвращён в состав Дагестанской АССР.
В результате разукрупнения Кизлярского района, Указом ПВС РСФСР от 3.08.1944 года был выделен Крайновский район. А Указом ПВС РСФСР от 6.10.1946 года выделен Тарумовский район. 10 августа 1960 года Крайновский район был упразднён и возвращён в состав к Кизлярского района.
Указом Президиума Верховного Совета РСФСР в 1963 году к Кизлярскому району был присоединён Тарумовский район. В марте 1965 года Кизлярский и Тарумовский районы были восстановлены в своих прежних границах.

## Население
| 1926    | 1959    | 1970    | 1979    | 1989    | 2002    | 2009    | 2010    | 2011    | 2012    |
| ------- | ------- | ------- | ------- | ------- | ------- | ------- | ------- | ------- | ------- |
| 32 302  | ↘21 457 | ↗42 290 | ↗42 767 | ↗49 631 | ↗57 748 | ↗64 500 | ↗67 287 | ↗67 733 | ↗68 027 |
| 2013    | 2014    | 2015    | 2016    | 2017    | 2018    | 2019    | 2020    | 2021    | 2023    |
| ↗68 892 | ↗70 200 | ↗71 121 | ↗71 774 | ↗72 659 | ↗73 354 | ↗73 801 | ↗74 607 | ↗77 815 | ↗78 845 |
| 2024    | 2025    |         |         |         |         |         |         |         |         |
| ↗79 806 | ↗80 389 |         |         |         |         |         |         |         |         |

### Национальный состав
По данным Всероссийской переписи населения 2021 года:
| Народ         | Численность, чел. | Доля от всего населения, % |
| ------------- | ----------------- | -------------------------- |
| аварцы        | 38 771            | 49,82 %                    |
| даргинцы      | 16 259            | 20,89 %                    |
| русские       | 8 011             | 10,29 %                    |
| ногайцы       | 2 918             | 3,75 %                     |
| лезгины       | 2 417             | 3,11 %                     |
| лакцы         | 2 378             | 3,06 %                     |
| азербайджанцы | 1 669             | 2,14 %                     |
| рутульцы      | 1 123             | 1,44 %                     |
| табасараны    | 1 116             | 1,43 %                     |
| кумыки        | 931               | 1,35 %                     |
| цахуры        | 823               | 1,20 %                     |
| агулы         | 334               | 0,27 %                     |
| чеченцы       | 330               | 0,42 %                     |
| другие        | 437               | 0,56 %                     |
| не указали    | 298               | 0,38 %                     |
| всего         | 77 815            | 100,00 %                   |

В XX веке в результате миграционных процессов произошли значительные изменения этнического состава населения района. Доля автохтонного населения — русских (в том числе терских казаков) и ногайцев сократилась с 78,6 % (16 471 житель) в 1959 году, до 10,29 % (8 011 жителей) в 2021 году и с 8,3 % (1786 человек) до 3,75 % (2 918 человек) соответственно, тогда как доля переселившихся горских народов Дагестана увеличилась за тот же период: аварцев с 4,0 % (862 человека) до 49,82 % (38 771 человек), доля даргинцев — с 0,8 % (165 человек) до 20,89 % (16 259 человек), доля лезгин — с 0,01 % (3 человека) до 3,11 % (2 417 человека), лакцев — с 0,1 % (20 человек) до 3,06 % (2 378 человек).

## Территориальное устройство
Кизлярский район в рамках административно-территориального устройства включает сельсоветы и сёла.
В рамках организации местного самоуправления в одноимённый муниципальный район входят 22 муниципальных образования со статусом сельского поселения, которые соответствуют сельсоветам и сёлам.
| №  | Сельское поселение           | Административный центр  | Количество населённых пунктов | Население (чел.) | Площадь (км²) |
| -- | ---------------------------- | ----------------------- | ----------------------------- | ---------------- | ------------- |
| 1  | сельсовет Аверьяновский      | село Аверьяновка        | 2                             | ↗5064            | 45,12         |
| 2  | сельсовет Александрийский    | село Александрийская    | 2                             | ↗3184            | 189,39        |
| 3  | сельсовет Большеарешевский   | село Большая Арешевка   | 4                             | →2284            | 171,27        |
| 4  | сельсовет Большебредихинский | село Большебредихинское | 3                             | ↗5458            | 77,21         |
| 5  | сельсовет Большезадоевский   | село Большезадоевское   | 6                             | ↘3078            | 73,84         |
| 6  | сельсовет Брянский           | село Брянск             | 3                             | ↘940             | 83,93         |
| 7  | сельсовет Впередовский       | село Вперёд             | 2                             | ↗3213            | 6,55          |
| 8  | сельсовет Кардоновский       | село Кардоновка         | 4                             | ↗3893            | 119,10        |
| 9  | сельсовет Кизлярский         | село Юбилейное          | 9                             | ↗5060            | 34,58         |
| 10 | сельсовет Косякинский        | село Косякино           | 5                             | ↗5383            | 41,10         |
| 11 | сельсовет Крайновский        | село Крайновка          | 10                            | ↗2876            | 156,75        |
| 12 | сельсовет Красноармейский    | село имени Жданова      | 6                             | ↗9520            | 53,61         |
| 13 | сельсовет Малоарешевский     | село Малая Арешевка     | 3                             | ↗3284            | 138,93        |
| 14 | сельсовет Новокохановский    | село Новокохановское    | 5                             | ↗6242            | 95,61         |
| 15 | сельсовет Новосеребряковский | село Новая Серебряковка | 2                             | ↗1119            | 54,18         |
| 16 | село Новый Бирюзяк           | село Новый Бирюзяк      | 1                             | ↘916             | 52,90         |
| 17 | село Огузер                  | село Огузер             | 1                             | ↗641             | 91,33         |
| 18 | село Тушиловка               | село Тушиловка          | 1                             | ↗714             | 47,11         |
| 19 | сельсовет Цветковский        | село Цветковка          | 3                             | ↗5971            | 77,68         |
| 20 | сельсовет Черняевский        | село Черняевка          | 6                             | ↘4339            | 204,37        |
| 21 | сельсовет Южный              | село Южное              | 3                             | ↗4149            | 39,99         |
| 22 | сельсовет Яснополянский      | село Ясная Поляна       | 3                             | ↗3050            | 35,37         |

## Населённые пункты
В районе 84 сельских населённых пункта:
| №  | Населённый пункт                  | Тип  | Население | Сельское поселение           |
| -- | --------------------------------- | ---- | --------- | ---------------------------- |
| 1  | Аверьяновка                       | село | ↗4032     | сельсовет Аверьяновский      |
| 2  | Александрийская                   | село | ↗2688     | сельсовет Александрийский    |
| 3  | Большая Арешевка                  | село | ↗1908     | сельсовет Большеарешевский   |
| 4  | Большебредихинское                | село | ↗2089     | сельсовет Большебредихинский |
| 5  | Большезадоевское                  | село | ↗1837     | сельсовет Большезадоевский   |
| 6  | Большекозыревское                 | село | ↗175      | сельсовет Черняевский        |
| 7  | Бондареновское                    | село | ↗618      | сельсовет Косякинский        |
| 8  | Брянск                            | село | ↗706      | сельсовет Брянский           |
| 9  | Брянский Рыбозавод                | село | ↗94       | сельсовет Брянский           |
| 10 | Бурумбай                          | село | ↗231      | сельсовет Большезадоевский   |
| 11 | Виноградное                       | село | ↗217      | сельсовет Цветковский        |
| 12 | Вперёд                            | село | ↗1763     | сельсовет Впередовский       |
| 13 | Выше-Таловка                      | село | ↗908      | сельсовет Малоарешевский     |
| 14 | Грузинское                        | село | ↗207      | сельсовет Новосеребряковский |
| 15 | Дагестанское                      | село | ↘288      | сельсовет Кардоновский       |
| 16 | Дальнее                           | село | ↘380      | сельсовет Кизлярский         |
| 17 | Ефимовка                          | село | ↗712      | сельсовет Аверьяновский      |
| 18 | Заречное                          | село | ↗887      | сельсовет Красноармейский    |
| 19 | Заря Коммуны                      | село | ↗1364     | сельсовет Впередовский       |
| 20 | Кардоновка                        | село | ↗2236     | сельсовет Кардоновский       |
| 21 | Кенафный Завод                    | село | ↗134      | сельсовет Яснополянский      |
| 22 | Керликент                         | село | ↘177      | сельсовет Малоарешевский     |
| 23 | Коллективизатор                   | село | ↘340      | сельсовет Крайновский        |
| 24 | Косякино                          | село | ↗2003     | сельсовет Косякинский        |
| 25 | Кохановское                       | село | ↘664      | сельсовет Кардоновский       |
| 26 | Крайновка                         | село | ↗1430     | сельсовет Крайновский        |
| 27 | Красное                           | село | ↘85       | сельсовет Большеарешевский   |
| 28 | Краснооктябрьское                 | село | ↗2117     | сельсовет Новокохановский    |
| 29 | Красный Восход                    | село | ↗2262     | сельсовет Красноармейский    |
| 30 | Красный Рыбак                     | село | ↗38       | сельсовет Крайновский        |
| 31 | Курдюковское                      | село | ↘206      | сельсовет Черняевский        |
| 32 | Лопуховка                         | село | ↗19       | сельсовет Крайновский        |
| 33 | Макаровское                       | село | ↘160      | сельсовет Большеарешевский   |
| 34 | Малая Арешевка                    | село | ↗2046     | сельсовет Малоарешевский     |
| 35 | Малая Задоевка                    | село | ↗30       | сельсовет Большезадоевский   |
| 36 | Малое Казыревское                 | село | ↗712      | сельсовет Большебредихинский |
| 37 | Мангулаул                         | село | ↘54       | сельсовет Крайновский        |
| 38 | Мирное                            | село | ↘116      | сельсовет Кизлярский         |
| 39 | Михеевское                        | село | ↗779      | сельсовет Косякинский        |
| 40 | Мулла-Али                         | село | ↗66       | сельсовет Большезадоевский   |
| 41 | Некрасовка                        | село | ↘594      | сельсовет Кардоновский       |
| 42 | Новая Серебряковка                | село | ↗864      | сельсовет Новосеребряковский |
| 43 | Нововладимирское                  | село | ↘644      | сельсовет Черняевский        |
| 44 | Новогладовка                      | село | ↗528      | сельсовет Большезадоевский   |
| 45 | Новое                             | село | ↗321      | сельсовет Кизлярский         |
| 46 | Новокохановское                   | село | ↗978      | сельсовет Новокохановский    |
| 47 | Новокрестьяновское                | село | ↗966      | сельсовет Новокохановский    |
| 48 | Новомонастырское                  | село | ↗1454     | сельсовет Новокохановский    |
| 49 | Новонадеждовка                    | село | ↗86       | сельсовет Кардоновский       |
| 50 | Ново-Теречное                     | село | ↗225      | сельсовет Крайновский        |
| 51 | Новый Бахтемир                    | село | ↗86       | сельсовет Крайновский        |
| 52 | Новый Бирюзяк                     | село | ↗949      | село Новый Бирюзяк           |
| 53 | Новый Чечень                      | село | ↘155      | сельсовет Брянский           |
| 54 | Огузер                            | село | ↘621      | село Огузер                  |
| 55 | Октябрьское                       | село | ↘341      | сельсовет Кизлярский         |
| 56 | Опытно-мелиоративная станция      | село | ↗332      | сельсовет Красноармейский    |
| 57 | Первокизлярское                   | село | ↗546      | сельсовет Косякинский        |
| 58 | Первомайское                      | село | ↗1236     | сельсовет Косякинский        |
| 59 | Персидское                        | село | ↗317      | сельсовет Большезадоевский   |
| 60 | Пригородное                       | село | ↗679      | сельсовет Кизлярский         |
| 61 | Пролетарское                      | село | ↗438      | сельсовет Кизлярский         |
| 62 | Речное                            | село | ↗494      | сельсовет Южный              |
| 63 | Рыбалко                           | село | ↘1629     | сельсовет Красноармейский    |
| 64 | Сангиши                           | село | ↘458      | сельсовет Александрийский    |
| 65 | Сар-Сар                           | село | ↗557      | сельсовет Черняевский        |
| 66 | имени Жданова                     | село | ↗2625     | сельсовет Красноармейский    |
| 67 | имени Калинина                    | село | ↘82       | сельсовет Большеарешевский   |
| 68 | имени Карла Маркса                | село | ↗2504     | сельсовет Большебредихинский |
| 69 | имени Кирова                      | село | ↗804      | сельсовет Южный              |
| 70 | имени Шаумяна                     | село | ↗1451     | сельсовет Красноармейский    |
| 71 | Серебряковка                      | село | ↘777      | сельсовет Цветковский        |
| 72 | Советское                         | село | ↗538      | сельсовет Кизлярский         |
| 73 | Старо-Теречное                    | село | ↗490      | сельсовет Крайновский        |
| 74 | Степное                           | село | ↗549      | сельсовет Новокохановский    |
| 75 | Судоремонтная Техническая Станция | село | ↗74       | сельсовет Крайновский        |
| 76 | Суюткино                          | село | ↘82       | сельсовет Крайновский        |
| 77 | Тушиловка                         | село | ↘712      | село Тушиловка               |
| 78 | Украинское                        | село | ↗219      | сельсовет Черняевский        |
| 79 | Хуцеевка                          | село | ↘936      | сельсовет Яснополянский      |
| 80 | Цветковка                         | село | ↗4547     | сельсовет Цветковский        |
| 81 | Черняевка                         | село | ↗2449     | сельсовет Черняевский        |
| 82 | Школьное                          | село | ↗799      | сельсовет Кизлярский         |
| 83 | Юбилейное                         | село | ↗1324     | сельсовет Кизлярский         |
| 84 | Южное                             | село | ↗2673     | сельсовет Южный              |
| 85 | Ясная Поляна                      | село | ↗1915     | сельсовет Яснополянский      |

### Упразднённые населённые пункты
Абазовское, Акайкино, Арбаколь, Бахмутский, Бессарабское, Бирючек, Бутылкино, Гренкино, имени Ларина, Остров Тюлений, Росламбейчик, Старый Бахтемир, Чаканное, Хорошевское, Шелковское.

## Экономика
Экономика Кизлярского района — это в основном сельское хозяйство, включающее в себя:
1. Отгонное животноводство. Когда в зимний сезон с горных территорий в основном мелкий
рогатый скот перегоняется на более мягкие, по сравнению с горами, по климату Кизлярские пастбища.
2. Рыболовство. В силу близости Каспийского моря в прибрежных населённых пунктах рыболовство
является основной отраслью хозяйства. Немалое значение имеет также сеть каналов и озёр на территории
самого Кизлярского района, играющих непосредственную роль для нереста обитающей в Каспии рыбы.
3. Виноградарство. В районе расположен один из пяти крупнейших российских производителей коньяка — Кизлярский коньячный завод.
4. Распространено выращивание зерновых культур, в частности риса, бахчевых культур, развито овощеводство, садоводство.

## Религия
- В большинстве поселений имеются мечети.
- Православные храмы района входят в состав Кизлярского благочиния Махачкалинской епархии.

## Комментарии
Комментарии
1. ↑  авар. Гъизляр мухъ, агул. Кизляр район, азерб. Qızılyar rayonu, дарг. Къизлярла къатI, кум. Къызыляр якъ, лак. Кизлярал кIану, лезг. Кизляр район, ног. Кызлар район, рут. Кизляр район, таб. Кизляр район, татск. Кизляр район, цахур. Кизляр район, чечен. ГIизларан кIошт.
2. ↑  Согласно конституции Дагестана, государственными языками на территории республики являются — русский, аварский, агульский, азербайджанский, даргинский, кумыкский, лакский, лезгинский, ногайский, рутульский, табасаранский, татский, цахурский и чеченский языки.